# Phoebe Augustine
Phoebe Augustine, właśc. Phoebe Ellen Ceresia (ur. 1 kwietnia 1967) – amerykańska aktorka filmowa i telewizyjna.

## Życiorys
Jest najbardziej znana z roli Ronette Pulaski, przyjaciółki głównej bohaterki serialu Miasteczko Twin Peaks z 1990 i filmu Twin Peaks: Ogniu krocz ze mną z 1992. Ujęcie z pilota serialu pokazujące zakrwawioną Pulaski idącą wzdłuż torów kolejowych było wielokrotnie wykorzystywane do jego promocji, np. na okładce kasety VHS z pilotem wydanym na rynku europejskim jako osobny film. Wystąpiła także po wieloletniej przerwie od aktorsta w serialu Twin Peaks z 2017 w roli Amerykańskiej Dziewczyny. Związek tej postaci z Pulaski nie został wyjaśniony. W 2007 pojawiła się w krótkometrażowym wideo dokumentalnym Return to Twin Peaks.
Około 1994 przeniosła się z Los Angeles do Austin, gdzie wraz z mężem Stephanem założyła zespół cling wykonujący muzykę w stylu dream pop i Britpop. Cling występowało jako support Oasis, Lucindy Williams i Liz Phair. Na początku XXI wieku małżeństwo wchodziło w skład art-rockowej grupy Attack Formation.

## Filmografia

### Filmy
| Rok  | Tytuł                                                                          | Rola                                                 | Uwagi            |
| ---- | ------------------------------------------------------------------------------ | ---------------------------------------------------- | ---------------- |
| 1987 | Plain Clothes                                                                  | Dziewczyna na jarmarku #1                            |                  |
| 1992 | Twin Peaks: Ogniu krocz ze mną                                                 | Ronette Pulaski                                      |                  |
| 1993 | Morderstwa czarnej wdowy (Black Widow Murders: The Blanche Taylor Moore Story) | Cathy                                                | film telewizyjny |
| 2001 | Mulholland Drive                                                               | Kobieta w klubie Silencio (nie występuje w napisach) |                  |
| 2014 | Twin Peaks: The Missing Pieces                                                 | Ronette Pulaski                                      |                  |

### Seriale telewizyjne
| Rok       | Tytuł                 | Rola                   | Uwagi      |
| --------- | --------------------- | ---------------------- | ---------- |
| 1990–1991 | Miasteczko Twin Peaks | Ronette Pulaski        | 5 odcinków |
| 1992      | Frannie’s Turn        | Olivia Escobar         | 6 odcinków |
| 1992      | The Elvira Show       | Paige                  |            |
| 2017      | Twin Peaks            | Amerykańska Dziewczyna | odcinek 3  |